# Девід Мах
Девід Мах (нар. 18 березня 1956 в Метилі, Кайф) — шотландський скульптор та майстер інсталяцій. 
Художній стиль Маха має в основі деформоване нагромадження предметів масового виробництва. Здебільшого використовуються журнали, злісні плюшеві ведмежата, газети, автомобільні шини, сірники й вішаки. Більшість його інсталяцій тимчасові й створені в громадських місцях. 
Як приклад, один з його ранніх журнальних творінь «Додавання пального у вогонь» — інсталяція, зібрана зі старої вантажівки та декількох автомобілів, що її оточують, включаючи приблизно 100 тонн журналів, окремо впорядкованих для створення такого враження, що транспортні засоби потрапили під вибух полум’я та диму, який здіймався над ними.
Рання важлива скульптура під назвою «Полярна зірка» виставлялась ззовні Королівського фестивального залу, що на Саутбенк Сентр у Лондоні (Royal Festival Hall, South Bank Centre, London), 1983 року. Вона складалась з близько 6 000 автомобільних шин у вигляді точної копії підводного судна «Полярна зірка» в натуральну величину. Мах запланував протест проти ядерної гонки, з наміром заворушити суперечку. Представник громадськості, який не схвалив витвір мистецтва, намагався його спалити; на жаль, він потрапив у вогонь та помер від смертельних опіків.
На початку 80-х років Мах почав виготовляти невеликі за розміром роботи, що складались з невикористаних сірників. Вони були переважно у формі голови людей або тварин та масок, створених із допомогою кольорових головок сірників, які повторюють форму обличчя. Після випадкового підпалення однієї з цих голів, Мах тепер часто запалює свої витвори з сірників у перформенсах.
Нещодавно Мах створив декілька постійних громадських робіт, як-от «Не в порядку» в Кінгстоні-на-Темзі (Kingston upon Thames), «Цегляний потяг» (зображення парової машини LNER класу А4, виготовленого з 185 000 цеглин, що можна побачити біля супермаркету Моррісона на трасі А66, одразу за Дарлінгтоном) й «Великі голови», що на автомагістралі М8 між Глазго і Единбургом.
Інша сфера роботи Маха – це колаж. Певною мірою завдяки доступу до тисяч відтворених зображень у журналах, які залишились від його інсталяцій, Мах почав експериментувати, створюючи колажі. Поки що цей напрям досягнув вершини у роботі «Національний портрет», розміром 3 на 70 метрів, колажі для Куполу тисячоліття (Millennium Dome), що уособлюють багато образів британців, які займаються справами та відпочивають.
Мах навчався в коледжі мистецтв і дизайну Дункана Джорданстоунського (Duncan of Jordanstone College of Art and Design) (зараз університет Данді), що у місті Данді, Шотландія, з 1974 року, закінчив його у 1979 році. Потім продовжив навчання в Королівському коледжі мистецтв (Royal College of Art) у Лондоні, 1979-1982 рр. Слідом за цим відбулось декілька виставок в громадських місцях, Мах був номінантом премії Тернера (Turner Prize) у 1988 році. У 2000 році він приєднався до Королівської академії мистецтв (Royal Academy of Arts) в ролі професора скульптури.